# WorldcupWiki
Das WorldcupWiki (WCW) war ein Projekt zur gemeinschaftlichen Erstellung einer freien und neutralen Informations- und Kommunikationsplattform zum Fußball, insbesondere zu Fußball-Weltmeisterschaften und Fußball-Europameisterschaften. Das WorldcupWiki ermöglichte es jedem Internetnutzer, Nachrichten zu einem breiten Themenkreis zu veröffentlichen. Dazu setzte es die Wiki-Software MediaWiki ein.
Beim WorldcupWiki waren Infos rund um die Themen Austragungsorte, Mannschaften, Tourismus, Spielpläne, Fans, Geschichten und anderes zu finden.
Nach dem Wiki-Prinzip durfte sich jeder an der Gestaltung und am Inhalt beteiligen. Die Texte und Bilder unterlagen in der Regel der GNU-Lizenz für freie Dokumentation.
Das Projekt beruhte auf einer Idee der Wirtschaftsförderung Region Stuttgart, der Stuttgarter Zeitung und der Stuttgarter Nachrichten. Die Webplattform, die zur Fußball-Weltmeisterschaft 2006 entstanden war, wurde in Stuttgart gegründet und Ende 2005 freigeschaltet. Nach dem offiziellen Projektende wurde das WorldcupWiki von März 2007 bis November 2008 mit Einverständnis der genannten Initiatoren in privater Regie fortgeführt. Auf den Seiten wurde ab dem 14. März 2007 die Umbenennung in einen neutraleren Namen diskutiert.
Das WorldcupWiki wurde im Dezember 2008 abgeschaltet und vom Server genommen.